# Daniela Silivaș
Daniela Silivaș född den 9 maj 1972 i Deva, Rumänien, är en rumänsk gymnast.
Hon tog OS-silver i mångkampen, OS-silver i lagmångkampen, OS-guld i barr, OS-guld i fristående, OS-guld i bom och OS-brons i hopp i samband med de olympiska gymnastiktävlingarna 1988 i Seoul.